# Stazione di Futako-Tamagawa
La stazione di Futako-Tamagawa (二子玉川駅?, Futako-Tamagawa-eki) è una stazione ferroviaria di Tokyo che si trova a Setagaya e serve le linee Den-en-toshi e Ōimachi della Tōkyū Corporation. La stazione viene spesso chiamata dai locali "Futako" (フタコ) o "Nikotama" (ニコタマ), a causa di un diverso modo in cui è possibile leggere i kanji del nome.

## Linee
Tōkyū Corporation
● Linea Tōkyū Den-en-toshi
● Linea Tōkyū Ōimachi

## Struttura
La stazione è realizzata in viadotto, con i due binari più esterni per la linea Den-en-toshi, e i due interni per la linea Oimachi. Sono presenti due marciapiedi a isola uniti al mezzanino sottostante da scale mobili e ascensori.
| 1 | ● Linea Tōkyū Den-en-toshi | per Saginuma, Nagatsuta e Chūō-Rinkan                                          |
| 2 | ● Linea Tōkyū Ōimachi      | per Mizonokuchi                                                                |
| 3 | ● Linea Tōkyū Ōimachi      | per Jiyūgaoka, Ōokayama e Ōimachi                                              |
| 4 | ● Linea Tōkyū Den-en-toshi | per Shibuya e, via linea Hanzōmon, Oshiage e, via linea Tōbu Isesaki, Kasukabe |

## Stazioni adiacenti
| «                        | Servizio                 | »                        |
| Linea Tōkyū Den-en-toshi | Linea Tōkyū Den-en-toshi | Linea Tōkyū Den-en-toshi |
| ------------------------ | ------------------------ | ------------------------ |
| Yōga                     | Locale                   | Futako-Shinchi           |
| Yōga                     | Semiespresso             | Mizonokuchi              |
| Sangen-Jaya              | Espresso                 | Mizonokuchi              |
| Linea Tōkyū Ōimachi      |                          |                          |
| Kami-Noge                | Locale A                 | Futako-Shinchi           |
| Kami-Noge                | Locale B                 | Mizonokuchi              |
| Jiyūgaoka                | Espresso                 | Mizonokuchi              |